# Saint-Pantaly-d'Excideuil
Saint-Pantaly-d'Excideuil là một xã, nằm ở tỉnh Dordogne vùng Aquitaine của Pháp. Xã này có diện tích 8,46 km², dân số năm 2004 là 158 người. Xã nằm ở khu vực có độ cao trung bình 131 m trên mực nước biển.

## Hành chính
| Danh sách các xã trưởng                |                  |                   |                  |         |
| Giai đoạn                              | Giai đoạn        | Tên               | Đảng             | Tư cách |
| 1995                                   | tháng 3 năm 2008 | Charles Labrousse | -                | -       |
| tháng 3 năm 2008                       | đương nhiệm      | Serge Revidat     | không chính thức | hưu trí |
| Tất cả các dữ liệu trước đây không rõ. |                  |                   |                  |         |

## Thông tin nhân khẩu
| Năm    | 1962 | 1968 | 1975 | 1982 | 1990 | 1999 | 2004 |
| ------ | ---- | ---- | ---- | ---- | ---- | ---- | ---- |
| Dân số | 208  | 203  | 185  | 155  | 142  | 157  | 158  |